# Diodoro (nome)
Diodoro  è un nome proprio di persona italiano maschile.

## Varianti
- Alterati: Diodorino
- Femminili: Diodora

### Varianti in altre lingue
- Francese: Diodore[1]
- Greco antico: Διοδωρος (Diodoros)[1]
- Latino: Diodorus[1]
- Polacco: Diodor
- Spagnolo: Diodoro

## Origine e diffusione
Deriva dal nome greco Διοδωρος (Diodoros), latinizzato in Diodorus. È composto dalle radici Διος (Dios, genitivo di Zeus, quindi "di Zeus") e δωρον (doron, "dono"). Il significato complessivo è quindi "dono di Zeus". Entrambi gli elementi di cui è composto si ritrovano in altri nomi di origine greca: Dios è presente in Diocle, Diomede, Dioscoro e Diogene, mentre doron si riscontra in Eudora, Pandora, Metrodoro, Teodoro e Polidoro.

## Onomastico
L'onomastico si può festeggiare in memoria di diversi santi, fra i quali, alle date seguenti:
- 31 gennaio, san Diodoro, martire a Corinto sotto Decio assieme ad altri compagni[2]
- 4 febbraio, san Diodoro, martire a Perge con Pápia e Claudiano[2]
- 30 aprile, san Diodoro, martire ad Afrodisia con Rodopiano sotto Diocleziano[2]
- 7 agosto, beato Teodosio Rafael, al secolo Diodoro Lopez Hernando, religioso e martire in Spagna[2]
- 9 ottobre, san Diodoro, martire a Laodicea con Diomede e Didimo[2]

## Persone
- Diodoro Crono, filosofo greco antico
- Diodoro di Aspendos, filosofo greco antico
- Diodoro di Tarso, vescovo cattolico e teologo greco antico
- Diodoro di Tiro, filosofo greco antico
- Diodoro Siculo, storico greco antico